# Пушенци
Пушенци (на словенски: Pušenci) е село в Словения, Подравски регион, община Ормож. Според Националната статистическа служба на Република Словения през 2015 г. селото има 234 жители.